# Hanne Desmet
Hanne Desmet (* 26. Oktober 1996 in Wilrijk) ist eine belgische Shorttrackerin. Sie gewann bei den Olympischen Winterspielen 2022 als Dritte über 1000 m die erste olympische Shorttrack-Medaille für ihr Land. 2023 und 2024 wurde sie jeweils über 1000 m Europameisterin. Seit 2022 entschied sie mehrere Rennen im Shorttrack-Weltcup für sich.

## Werdegang

### Anfänge, Training in Belgien und in den Niederlanden (bis 2019)
Hanne Desmet stammt aus Mechelen in der flämischen Provinz Antwerpen. Sie hat einen anderthalb Jahre jüngeren Bruder, Stijn, der ebenfalls als Shorttracker aktiv ist. Ihr Vater starb wenige Wochen nach Stijns Geburt. Die Geschwister wuchsen bei ihrer alleinerziehenden Mutter auf, die als Biologin an der Universität Antwerpen arbeitete. Desmet probierte in ihrer Kindheit verschiedene sportliche Aktivitäten aus und war in erster Linie als Turnerin aktiv. Zum Shorttrack-Eisschnelllauf kam sie 2008 im Alter von elf Jahren, als sie ihrem Bruder zum örtlichen Verein in Wilrijk folgte. Anfänglich zeigte sich vor allem Stijn Desmet als besonders talentiert in der Sportart. Er wurde als Teenager vom früheren mehrfachen Olympiateilnehmer Pieter Gysel für den Aufbau eines belgischen Shorttrack-Perspektivteams in Hasselt rekrutiert. Die gesamte Familie zog nach Hasselt, Hanne Desmet nahm ebenfalls an dem Projekt teil. Nach Gysels Einschätzung war Desmet anfänglich eine technisch schwache Läuferin, zeigte aber gute körperliche Voraussetzungen und begann bald ein intensives Training. Parallel zu ihrer sportlichen Karriere absolvierte sie in den folgenden Jahren ein wirtschaftswissenschaftliches Studium an der Universität Hasselt, das sie 2024 mit einem Master abschloss.
2015 startete Desmet erstmals bei den Europameisterschaften und belegte dabei in Dordrecht den 27. Platz im Mehrkampf unter 36 Teilnehmerinnen. Bei ihrem Debüt im Shorttrack-Weltcup im Februar 2016 in Dresden lief sie auf dem 37. Platz über 500 m und auf den 27. Rang über 1500 m. Ein Jahr später zog sie beim Weltcup in Minsk über 1500 m erstmals in den A-Finallauf ein und erreichte dort als Vierte ihr vorerst bestes Ergebnis in der Wettkampfserie. Ende der 2010er-Jahre erhielt Desmet einen Vertrag als Spitzensportlerin von Sport Vlaanderen. Gemeinsam mit ihrem Trainer Pieter Gysel und ihrem Bruder zog sie nach Heerenveen, wo sie in den folgenden Jahren zusammen mit dem niederländischen Kader im Thialf-Stadion trainierte. Gysel, der in dieser Zeit dem niederländischen Nationaltrainer Jeroen Otter assistierte, bezeichnete den Wechsel nach Heerenveen als „Gamechanger“, weil Desmet regelmäßig Zeit mit führenden Athletinnen wie der Olympiasiegerin Suzanne Schulting verbrachte und deren Trainingsroutinen übernahm.

### Medaillen bei Weltmeisterschaften und Olympischen Spielen (2019 bis 2022)
Während der Jahre, in denen sie in Heerenveen trainierte, etablierte sich Hanne Desmet in der internationalen Shorttrackspitze. Sie erreichte mehrere Top-Ten-Ergebnisse im Weltcup und bei internationalen Titelkämpfen. Bei den Europameisterschaften im Januar 2019 qualifizierte sich Desmet mit einem vierten Rang über 1500 m für das Superfinale  der besten acht Läuferinnen über 3000 m, wo sie hinter Suzanne Schulting Zweite wurde. In der Mehrkampfwertung der Europameisterschaften belegte sie Platz fünf. Zwei Monate später erreichte sie den zehnten Rang im Mehrkampf bei den Weltmeisterschaften 2019. Sowohl 2018/19 als auch 2019/20 gehörte Desmet im Weltcup zu den zehn führenden Sportlerinnen in der Gesamtwertung über 1500 m. Unter anderem wurde sie im Februar 2020 über diese Distanz Vierte beim Weltcup in Dresden. Zu Beginn der Saison 2020/21 war Desmet über mehrere Monate hinweg durch Rückenschmerzen eingeschränkt und lief bei den Europameisterschaften 2021 nicht um die Medaillen mit. Bei den Weltmeisterschaften 2021 in Dordrecht zog sie über 1000 m in den A-Finallauf ein und gewann dort mit einer Zehntelsekunde Rückstand auf Schulting die Silbermedaille. Im Mehrkampf belegte sie in Dordrecht – in Abwesenheit mehrerer, vor allem asiatischer Favoritinnen wegen mit der COVID-19-Pandemie verbundenen Einreisebeschränkungen – den fünften Rang.
Im Sommer 2021 zog sich Desmet bei einem Trainingslager in Courmayeur eine Gehirnerschütterung zu, die sie in der Vorbereitung auf die Olympischen Winterspiele 2022 beeinträchtigte. Sie litt monatelang an Gleichgewichtsstörungen. Nachdem sie sich frühzeitig in der Saison für die Olympiateilnahme qualifiziert hatte, verzichtete sie auf die Teilnahme am abschließenden Weltcup in Dordrecht. Bei den olympischen Wettkämpfen in Peking lief Desmet auf allen drei Strecken ins A-Finale: Über 500 m wurde sie Fünfte, über 1500 m Vierte, über 1000 m gewann sie als Dritte hinter Suzanne Schulting und der Südkoreanerin Choi Min-jeong die Bronzemedaille. Im 1000-m-Finallauf lag Desmet eingangs der letzten Runde an fünfter Stelle und rückte durch die Kollision von Kristen Santos und Arianna Fontana auf den dritten Rang vor. Sie wurde damit in der olympischen Geschichte Belgiens die erste Frau, die eine Einzelmedaille bei Winterspielen gewann, und holte für das Land die erste olympische Medaille im Shorttrack. Bei der olympischen Abschlussfeier war Desmet die Fahnenträgerin der belgischen Mannschaft. Sie erhielt vom Belgischen Olympischen und Interföderalen Komitee eine Medaillenprämie in Höhe von 20.000 Euro.

### Weltcupsiege, Europameistertitel und Training in Kanada (seit 2022)
In der Saison 2022/23 feierte Desmet ihre ersten beiden Weltcupsiege: Im Dezember 2022 triumphierte sie in Almaty über 1500 m, im Februar 2023 entschied sie über die gleiche Distanz ein Weltcuprennen in Dordrecht für sich und lief dabei mit einem Überholmanöver in der letzten Kurve vom vierten auf den ersten Rang nach vorne. Hinter Kim Gil-li belegte sie den zweiten Rang in der 1500-m-Weltcupgesamtwertung des Winters. Über 1000 m wurde sie Dritte des Gesamtklassements. Bei den Europameisterschaften 2023 in Danzig gewann Desmet Gold über 1000 m sowie Silber über 1500 m und – unter anderem an der Seite ihres Bruders Stijn – ebenfalls Silber mit der belgischen Mixed-Staffel. Desmet war in Danzig die einzige Athletin, die die favorisierte Niederländerin Suzanne Schulting schlagen konnte. Schulting hatte zuvor seit 2020 sämtliche Einzel-Europameistertitel gewonnen. Bei den Weltmeisterschaften 2023 in Seoul blieb Desmet ohne Medaille und erreichte als bestes Ergebnis einen vierten Platz über 1500 m.
Der niederländische Eislaufbund KNSB (Koninklijke Nederlandsche Schaatsenrijders Bond) beschloss im Frühjahr 2023, dass ausländischen Elite-Shorttrackern ab der Saison 2024/25 das gemeinsame Training mit niederländischen Athleten nicht mehr erlaubt sei, um den einheimischen Sportlern mehr Förderung zukommen zu lassen. Die Infrastruktur der Thialf-Arena könne von Ausländern nur noch eingeschränkt zu bestimmten Zeiten genutzt werden. Schon während der Weltmeisterschaft 2023 hatte die niederländische Ko-Trainerin Annie Sarrat die Desmet-Geschwister nicht mehr unterstützen dürfen, was Hanne Desmet als einen Grund nannte, dass sie sich während der Titelkämpfe verunsichert gefühlt habe. Die Desmets verließen nach fünf Jahren die Niederlande. Das gesamte, aus sechs Athleten bestehende belgische Team trainierte stattdessen in der Vorbereitung auf die Saison 2023/24 unter Anleitung des niederländischen Cheftrainers Ingmar van Riel erst in den USA, dann vor allem in der Aréna Maurice-Richard im kanadischen Montreal. Auch Desmets US-amerikanischer Freund Joey Mantia war Teil des Trainerteams. Nach einem Jahr löste der Kanadier Frédéric Blackburn van Riel als Trainer ab. Weil Desmet sich unzufrieden mit Blackburns in erster Linie auf körperliche Fitness ausgerichtetem Training zeigte, löste sie sich vom belgischen Nationalteam und trainierte ab Herbst 2024 zusammen mit ihrer Teamkollegin Tineke den Dulk individuell bei Mantia.
Auch nach der Trennung vom niederländischen Kader setzte Desmet ihre Erfolge fort. Im Weltcup 2023/24 gewann sie drei von acht Rennen über 1500 m und zudem erstmals einen Wettkampf über 1000 m. In der 1500-m-Gesamtwertung belegte sie wie im Vorjahr den zweiten Rang hinter Kim Gil-li. Bei den Europameisterschaften 2024 verteidigte sie erfolgreich ihren Titel über 1000 m und gewann Bronze über 500 m sowie mit der Mixed-Staffel, während sie im Finale über 1500 m stürzte. Vor den Weltmeisterschaften im Rotterdam Ahoy gab Desmet einen Weltmeistertitel als Ziel aus. Sie erreichte über 1000 m und 1500 m das A-Finale, überquerte die Ziellinie als Erste beziehungsweise Zweite, wurde aber in beiden Rennen disqualifiziert: Über 1000 m kam es zu einer Berührung mit Suzanne Schulting, die in der Folge stürzte und sich dabei den Knöchel brach. Das Rennen wurde anschließend ohne die vom Schiedsrichter als Verursacherin des Sturzes identifizierte Desmet neu gestartet. Desmet zeigte kein Verständnis für ihre Disqualifikation, weil ihrer Ansicht nach die Berührung von Schulting ausgegangen war. Zuvor war sie bereits über 1500 m aus dem Klassement genommen worden, weil sie im Finale bei einem Überholmanöver gegen Kristen Santos-Griswold den Arm ausgestreckt hatte. Der NOS-Sportkommentator Joris van der Burg schätzte Desmet im Rahmen der Weltmeisterschaften 2024 als „faszinierende Eisschnellläuferin“ (im Original: „fascinerende schaatsster“) ein: Außerhalb von Wettkämpfen verbreite sie stets Gelassenheit und Abgeklärtheit, auf dem Eis selbst habe sie eine Neigung zu Kamikaze-Aktionen, wenn sie in schwierigen Situationen sei.

## Persönliche Bestzeiten
Stand: 30. Dezember 2024
| Distanz | Zeit         | Datum            | Ort            |
| ------- | ------------ | ---------------- | -------------- |
| 500 m   | 42,533 s     | 8. Dezember 2023 | Peking         |
| 1000 m  | 1:26,982 min | 4. November 2022 | Salt Lake City |
| 1500 m  | 2:18,711 min | 16. Februar 2022 | Peking         |
| 3000 m  | 5:07,438 min | 13. Januar 2019  | Dordrecht      |

## Teilnahmen an Olympischen Winterspielen und Weltmeisterschaften

### Olympische Spiele
| Olympische Winterspiele | Olympische Winterspiele | 500 m | 1000 m | 1500 m |
| Jahr                    | Ort                     | 500 m | 1000 m | 1500 m |
| ----------------------- | ----------------------- | ----- | ------ | ------ |
| 2022                    | Peking                  | 5.    | 3.     | 4.     |

### Weltmeisterschaften
| Weltmeisterschaften | Weltmeisterschaften | 500 m | 1000 m | 1500 m | 3000 m | Mehrkampf | Mixed- Staffel |
| Jahr                | Ort                 | 500 m | 1000 m | 1500 m | 3000 m | Mehrkampf | Mixed- Staffel |
| ------------------- | ------------------- | ----- | ------ | ------ | ------ | --------- | -------------- |
| 2016                | Seoul               | 21.   | 26.    | 31.    | DNQ    | 26.       | –              |
| 2017                | Rotterdam           | 28.   | 25.    | 27.    | DNQ    | 25.       | –              |
| 2018                | Montreal            | 22.   | 13.    | 14.    | DNQ    | 17.       | –              |
| 2019                | Sofia               | 26.   | PEN    | 5.     | DNQ    | 10.       | –              |
| 2021                | Dordrecht           | 18.   | 2.     | 7.     | 4.     | 5.        | –              |
| 2022                | Montreal            | 10.   | 20.    | 21.    | DNQ    | 17.       | –              |
| 2023                | Seoul               | 10.   | 6.     | 4.     | –      | –         | 4.             |
| 2024                | Rotterdam           | 20.   | 5.     | 7.     | –      | –         | 7.             |
| 2025                | Peking              | 7.    | 1.     | 6.     | –      | –         | 5.             |

## Weltcupsiege im Einzel
| Nr. | Datum             | Ort       | Disziplin |
| --- | ----------------- | --------- | --------- |
| 1.  | 11. Dezember 2022 | Almaty    | 1500 m    |
| 2.  | 11. Februar 2023  | Dordrecht | 1500 m    |
| 3.  | 21. Oktober 2023  | Montreal  | 1500 m    |
| 4.  | 29. Oktober 2023  | Montreal  | 1500 m    |
| 5.  | 16. Dezember 2023 | Seoul     | 1000 m    |
| 6.  | 10. Februar 2024  | Dresden   | 1500 m    |
| 7.  | 3. November 2024  | Montreal  | 1500 m    |
| 8.  | 9. Februar 2025   | Tilburg   | 1000 m    |
| 9.  | 16. Februar 2025  | Mailand   | 1500 m    |